# Koblach
Koblach è un comune austriaco di 4 457 abitanti nel distretto di Feldkirch, nel Vorarlberg.